# Воздухоплаватель (фильм)
«Воздухоплаватель» — советский фильм 1975 года, снятый режиссёрами Анатолием Вехотко и Наталией Трощенко.

## Сюжет
История одного из пионеров авиации — Ивана Заикина, русского тяжелоатлета, покинувшего в зените славы цирковую арену и увлёкшегося аэропланами.

## В ролях
- Леонард Варфоломеев — Иван Заикин
- Екатерина Васильева — баронесса де Ларош
- Владимир Заманский — Лев Мациевич
- Армен Джигарханян — Александр Куприн
- Валентин Никулин — Пётр Осипович Полонский
- Анатолий Равикович — Пётр Данилович Ярославцев
- Анатолий Солоницын — Анри Фарман, авиатор
- Николай Федорцов — Михаил Ефимов, авиатор
- Олег Басилашвили — Дмитрий Тимофеевич Пташников
- Елена Андерегг — Анна Ивановна Пташникова
- Сергей Дрейден — Пьер Леру
- Леонхард Мерзин — Шарль Риго, «Шура», авиамеханик
- Александр Хочинский — механик-француз
- Валерий Ольшанский — Николай, авиатор, поручик
- Валерий Смоляков — Жак
- Юрий Родионов — Куртыш
- Фёдор Одиноков — «Амбал» из одесского порта
- Виктор Ильичёв — одессит Франтик
- Анатолий Пустохин — подполковник
- Олег Хроменков — помещик Харченко
- Алексей Кожевников — юрист Травин
- Валерий Быченков — брат Анны Ивановны

## Самолёт в фильме

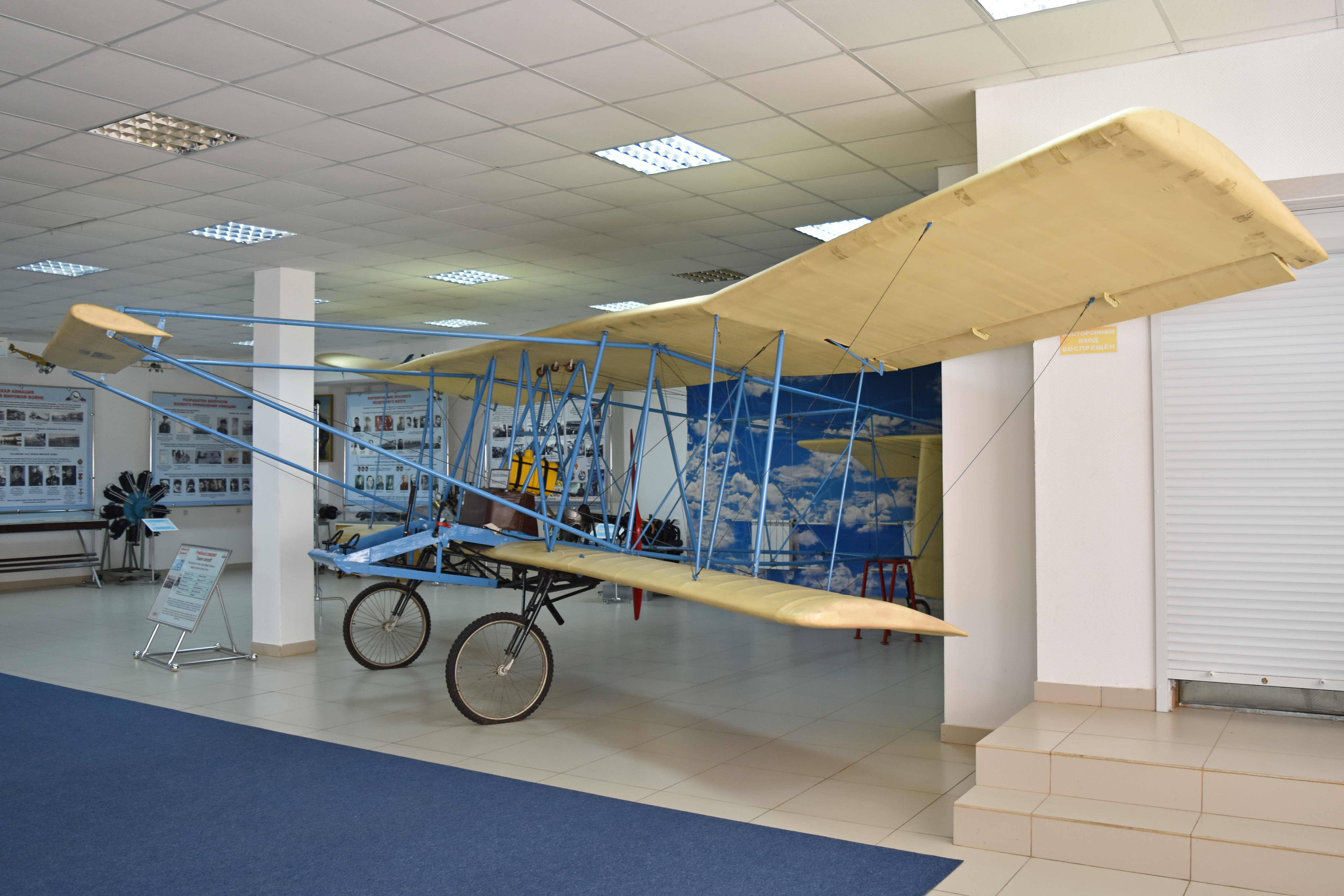
снимавшаяся в фильме лётная копия самолёта «Фарман IV» в Центральном музее ВВС

Самолёт в фильме — полноразмерная лётная копия самолёта «Фарман IV», которая была специально для съёмок фильма была построена в Ленинградском авиаспортивном клубе ДОСААФ по заказу киностудии «Ленфильм». Во время съёмок фильма эта модель совершила 56 полетов, после чего в 1975 году её передали в Центральный музей ВВС, где она экспонируется по сей день.